# Campionat de Catalunya de futbol femení
El Campionat de Catalunya de futbol femení, també conegut com a Copa Pernod, fou una competició esportiva, de caràcter oficiós, de clubs de futbol femenins catalans. Es disputà des del maig de 1971 fins al març de 1972 i fou organitzat per l'Associació de Futbol Femení de Catalunya, amb el patrocini de la marca de licor Pernod i la col·laboració de Ràdio Reloj de Radio España i El Mundo Deportivo. Hi participaren catorze clubs que competiren en format de lligueta a doble volta, amb vint-i-sis jornades. Es proclamà campió el RCD Espanyol.
És considerat un dels primers campionats de futbol femení a Catalunya.

## Clubs participants
- Badalona
- Banyoles
- Penya Femenina Barcelonista
- Calella
- Reial Club Deportiu Espanyol
- Figueres
- Gramenet
- Lleida
- Manresa
- Atlètic Sabadell
- CE Sant Andreu
- USFEAC Tarragona
- Comarcal Vic
- Vilanova
- Indústria del Taxi[Nota 1]
- Club Esportiu Mataró[Nota 1]
- La Salle Premià[Nota 1]
- Sant Cugat[Nota 1]

## Taula de resultats
La primera volta es disputà des del maig fins al juliol de 1971 amb tretze jornades de competició. El Comarcal Vic finalitzà líder de la primera volta del campionat amb 23 punts, per davant del PF Barcelonista, segon, i l'Atlètic Sabadell, tercer, amb 22 punts cadascun. Entre altres futbolistes, destacà la davantera catalana Encarna Caracuel, del Comarcal Vic, amb 28 gols en 13 partits. Com a homenatge al primer classificat, l'Associació de Futbol Femení de Catalunya organitzà un partit entre l'equip vigatà i la selecció catalana, celebrat el 9 d'octubre de 1971 al camp de la Unió Esportiva Vic.

La segona volta s'inicià l'octubre de 1971 i finalitzà el març de 1972. Abans del seu inici, el Figueres, la UDA Gramenet, el Tarragona i el Calella foren substituïts per la Indústria del Taxi, el CE Mataró, La Salle Premià i el Sant Cugat, respectivament. Reberen els punts i la classificació dels equips anteriors en acabar la primera volta.
| Casa \ Fora        | BAD | BAN | PFB  | CAL  | ESP | FIG | GRM | LLE | MAN | SAB  | STA | TAR | VIC | VIL | IND | MAT | PRM  | SCG  |
| ------------------ | --- | --- | ---- | ---- | --- | --- | --- | --- | --- | ---- | --- | --- | --- | --- | --- | --- | ---- | ---- |
| Badalona           | —   | 1–3 |      | —    | 0–2 | —   | 0–2 | 1–3 |     | 1–3  |     | 0–3 | 0–1 |     | 1–0 |     |      | 1–0  |
| Banyoles           | 0–1 | —   | 0–1  | —    | 2–2 | 1–0 | —   |     |     | 0–4  | 1–1 | —   | 0–4 | 4–0 |     |     | 4–0  |      |
| PF Barcelona       | 5–0 | 3–0 | —    | 6–0  | 0–1 | —   | —   |     | 4–0 | 3–0  | 2–2 | —   | 1–1 | 4–0 |     |     | 4–0  | 10–1 |
| Calella            | 0–3 | 1–8 | 0–16 | —    | 0–4 | 2–1 | —   | —   | —   | —    | 0–7 | 0–6 | —   | —   | —   | —   | —    | —    |
| RCD Espanyol       | 6–0 |     | 0–0  | —    | —   | —   | 6–4 | 4–0 |     |      | 1–0 | —   | 3–0 |     | 2–0 | 4–0 |      |      |
| Figueres           | —   | —   | —    | 14–0 | 0–1 | —   | 1–1 | —   | 3–1 | —    | —   | —   | —   | —   | —   | —   | —    | —    |
| UDA Gramenet       | —   | 3–0 | —    | 10–1 | —   | —   | —   | 2–0 | 2–1 | —    | —   | —   | 1–4 | 2–0 | —   | —   | —    | —    |
| UE Lleida          |     | 0–6 | 2–1  | 2–0  |     | —   | —   | —   | 1–1 | 0–1  | 0–5 | 1–0 | 0–5 | 3–1 |     |     |      |      |
| Manresa            | 2–1 | 2–0 | 1–1  | —    | 1–1 | —   | —   | 1–0 | —   | 1–1  | 0–0 | 1–2 | 1–1 | 4–1 |     |     | 3–0  |      |
| Atlètic Sabadell   | 5–0 |     |      | 3–0  | 1–1 | 1–0 | 3–0 | 1–0 |     | —    | 1–0 | —   | 1–2 | 3–0 |     |     |      |      |
| CE Sant Andreu     | 4–0 | 4–1 | 0–2  | —    | 0–2 | 4–0 | 3–1 |     |     | 3–0  | —   | —   | 1–0 | 7–0 |     | 8–0 |      |      |
| SFC Tarragona      | —   | 3–0 | 1–1  | —    | —   | —   | —   | —   | —   | 1–2  | 0–2 | —   | —   | —   | —   | —   | —    | —    |
| Comarcal Vic       | 8–0 |     | 2–0  | —    | 1–1 | 3–1 | —   | 6–0 | 5–1 | 3–0  | 0–0 | —   | —   | 9–0 |     |     | 11–0 |      |
| Vilanova           | 3–2 | 0–3 | 0–9  | 1–0  | 0–2 | —   | —   | 1–0 | 3–3 | 0–5  |     | —   | 0–6 | —   | 0–1 | 0–0 |      |      |
| Indústria del Taxi |     |     | 0–6  | —    |     | —   | —   | 0–0 |     | 1–3  | 0–5 | —   | 0–3 |     | —   | 3–0 |      |      |
| CE Mataró          | 1–0 |     |      | —    | 0–3 | —   | —   | 0–3 |     |      |     | —   | 0–5 |     | 1–1 | —   | 3–1  | 1–0  |
| La Salle Premià    | 0–3 |     |      | —    | 0–6 | —   | —   |     |     | 0–10 | 1–4 | —   |     |     | 0–0 |     | —    |      |
| CE Sant Cugat      |     |     |      | —    | 1–8 | —   | —   | 0–7 | 0–4 |      |     | —   |     | 1–0 | 0–2 |     | 1–1  | —    |

## Classificació final
El RCD Espanyol es proclamà campió del primer Campionat de Catalunya de futbol femení. Tot i haver acabat empatat a punts amb el Comarcal Vic, guanyà el gol average particular, per 3 a 0 i 1 a 1, a favor del club blanc-i-blau.
La màxima golejadora del campionat fou la futbolista del Comarcal Vic, Encarna Caracuel, amb 59 gols, seguida de la capitana del RCD Espanyol, Elsa Franganillo amb 31. Per altra banda, el Vilanova rebé el Trofeu Suze a l'esportivitat amb 76 punts.
| Pos. | Equip              | PJ | PG | PE | PP | GF  | GC  | DG   | PTS | PTS |
| ---- | ------------------ | -- | -- | -- | -- | --- | --- | ---- | --- | --- |
| 1    | RCD Espanyol       | 26 | 20 | 5  | 1  | 70  | 15  | 55   | 45  | +19 |
| 2    | Comarcal Vic       | 26 | 21 | 3  | 2  | 109 | 11  | 98   | 45  | +19 |
| 3    | Atlètic Sabadell   | 26 | 19 | 3  | 4  | 65  | 19  | 46   | 41  | +15 |
| 4    | PF Barcelonista    | 26 | 17 | 6  | 3  | 94  | 14  | 80   | 40  | +14 |
| 5    | CE Sant Andreu     | 26 | 17 | 5  | 4  | 78  | 15  | 63   | 39  | +13 |
| 6    | Banyoles           | 26 | 11 | 3  | 12 | 53  | 37  | 16   | 25  | -1  |
| 7    | Manresa            | 26 | 9  | 7  | 10 | 40  | 45  | -5   | 25  | -1  |
| 8    | Indústria del Taxi | 26 | 8  | 6  | 12 | 35  | 39  | -4   | 22  | -4  |
| 9    | UE Lleida          | 26 | 8  | 3  | 15 | 38  | 49  | -11  | 19  | -5  |
| 10   | CE Mataró          | 26 | 8  | 3  | 15 | 30  | 59  | -29  | 19  | -7  |
| 11   | La Salle Premià    | 26 | 8  | 3  | 15 | 33  | 75  | -42  | 19  | -7  |
| 12   | Badalona           | 26 | 5  | 3  | 18 | 22  | 59  | -37  | 13  | -14 |
| 13   | Vilanova           | 26 | 3  | 3  | 20 | 12  | 82  | -70  | 9   | -17 |
| 14   | CE Sant Cugat      | 26 | 1  | 1  | 24 | 7   | 146 | -139 | 3   | -23 |

| Campió del Campionat de Catalunya |
| --------------------------------- |
| RCD Espanyol                      |

## Premis
| Trofeu Pastis 51 a la màxima golejadora | Trofeu Pastis 51 a la màxima golejadora | Trofeu Pastis 51 a la màxima golejadora | Trofeu Pastis 51 a la màxima golejadora |
| #                                       | Nom                                     | Club                                    | Gols                                    |
| --------------------------------------- | --------------------------------------- | --------------------------------------- | --------------------------------------- |
| 1                                       | Encarna Caracuel                        | Comarcal Vic                            | 59                                      |
| 2                                       | Elsa Franganillo                        | RCD Espanyol                            | 31                                      |
| 3                                       | López                                   | CE Sant Andreu                          | 28                                      |
| 4                                       | Roura I                                 | Comarcal Vic                            | 26                                      |
| 4                                       | Dolors Ortiz                            | PF Barcelonista                         | 26                                      |
| 6                                       | Blanca Fernández                        | PF Barcelonista                         | 24                                      |
| 7                                       | Cáceres                                 | Banyoles                                | 21                                      |
| 8                                       | Vicenta Pubill                          | PF Barcelonista                         | 19                                      |
| 9                                       | Nuri                                    | Atlètic Sabadell                        | 17                                      |
| 10                                      | Abancó                                  | Manresa                                 | 16                                      |
| 10                                      | Elisabeth                               | RCD Espanyol                            | 16                                      |
| 10                                      | Mari                                    | Atlètic Sabadell                        | 16                                      |
| 13                                      | Viéguez                                 | Manresa                                 | 15                                      |

| Trofeu Suze a l'esportivitat | Trofeu Suze a l'esportivitat | Trofeu Suze a l'esportivitat | Trofeu Suze a l'esportivitat |
| #                            | Nom                          | Partits                      | Punts                        |
| ---------------------------- | ---------------------------- | ---------------------------- | ---------------------------- |
| 1                            | Vilanova                     | 26                           | 76                           |
| 2                            | Comarcal Vic                 | 26                           | 72                           |
| 3                            | Banyoles                     | 26                           | 70                           |
| 4                            | CE Sant Andreu               | 26                           | 68                           |
| 4                            | Manresa                      | 26                           | 68                           |
| 6                            | Atlètic Sabadell             | 26                           | 67                           |
| 6                            | Lleida                       | 26                           | 67                           |
| 6                            | Sant Cugat                   | 26                           | 67                           |
| 9                            | RCD Espanyol                 | 26                           | 66                           |
| 10                           | PF Barcelonista              | 26                           | 65                           |
| 10                           | Badalona                     | 26                           | 65                           |
| 12                           | Indústria del Taxi           | 26                           | 62                           |
| 12                           | La Salle Premià              | 26                           | 62                           |
| 14                           | Mataró                       | 26                           | 52                           |